# Rio Ferro
Rio Ferro är ett vattendrag i Brasilien.   Det ligger i delstaten Mato Grosso, i den centrala delen av landet, 800 km nordväst om huvudstaden Brasília.
I omgivningarna runt Rio Ferro växer i huvudsak städsegrön lövskog. Trakten runt Rio Ferro är nära nog obefolkad, med mindre än två invånare per kvadratkilometer.